# Поляны (Кольчугинский район)
Поляны (до 1966 года Козлятьево) — деревня в Кольчугинском районе Владимирской области России, входит в состав Раздольевского сельского поселения.

## География

Вид на деревню Поляны со стороны церкви св. Екатерины

Деревня расположена в 21 км на юго-запад от районного центра, города Кольчугино.

## История
В 1685 году село Козлятьево (Копосово) бывшее до этого прожиточным поместьем Пелагеи Ивановны Титовой перешло во владение зятя Титова стольника Семена Матвеевича Поливанова. В то время в селе была церковь во имя Преображения Спасова и церковь Введения Пресвятой Богородицы с колокольней. В делах патриаршего казенного приказа сохранилась отметка, что в 1709 году был выдан анитиминс в село Копосово в новопостроенную церковь во имя Преображения Господня. В 1711 году грамотой царя Петра Алексеевича часть поместья пожалована была в вотчину стольнику Семену Матвеевичу Поливанову, роду Поливановых эта вотчина принадлежала до продажи имения графам Зубовым. В 1756 году в Козлятьеве на средства местной помещицы Феодосии Никитичны Поливановой построен новый деревянный храм. Престолов в нем три: главный во имя Преображения Господня, в приделах: во имя святого Николая Чудотворца и преподобного Симеона Столпника. Кроме этой церкви в 1843 году графом Зубовым выстроен другой каменный храм с колокольней. Престол в нем один во имя святой великомученицы Екатерины.  
По данным на 1860 год село принадлежало Марии Александровне Нейдгардт. 
В конце XIX века приход состоял из села Козлятьева и деревень: Маркова, Новой, Бакинца. В Козлятьеве имелась церковно-приходская школа, учащихся в 1896 году было 35. 
В конце XIX — начале XX века село входило в состав Коробовщинской волости Покровского уезда. 
С 1929 года деревня входила в состав Коробовщинского сельсовета Кольчугинского района, позднее входила в состав Раздольевского сельсоветов. 
В 1966 году деревня Козлятьево переименована в деревню Поляны. В 1966 году деревянный храм Спаса Преображения был перенесен в Суздаль в Музей деревянного зодчества.

## Население
| 1859 | 1905 | 1926 | 2002 | 2010 | 2021 |
| ---- | ---- | ---- | ---- | ---- | ---- |
| 217  | ↗240 | ↗293 | ↘1   | ↗5   | ↗9   |

## Достопримечательности
В 300 метрах от юго-западной окраины деревни находится действующая церковь Екатерины (1843).